# Reply

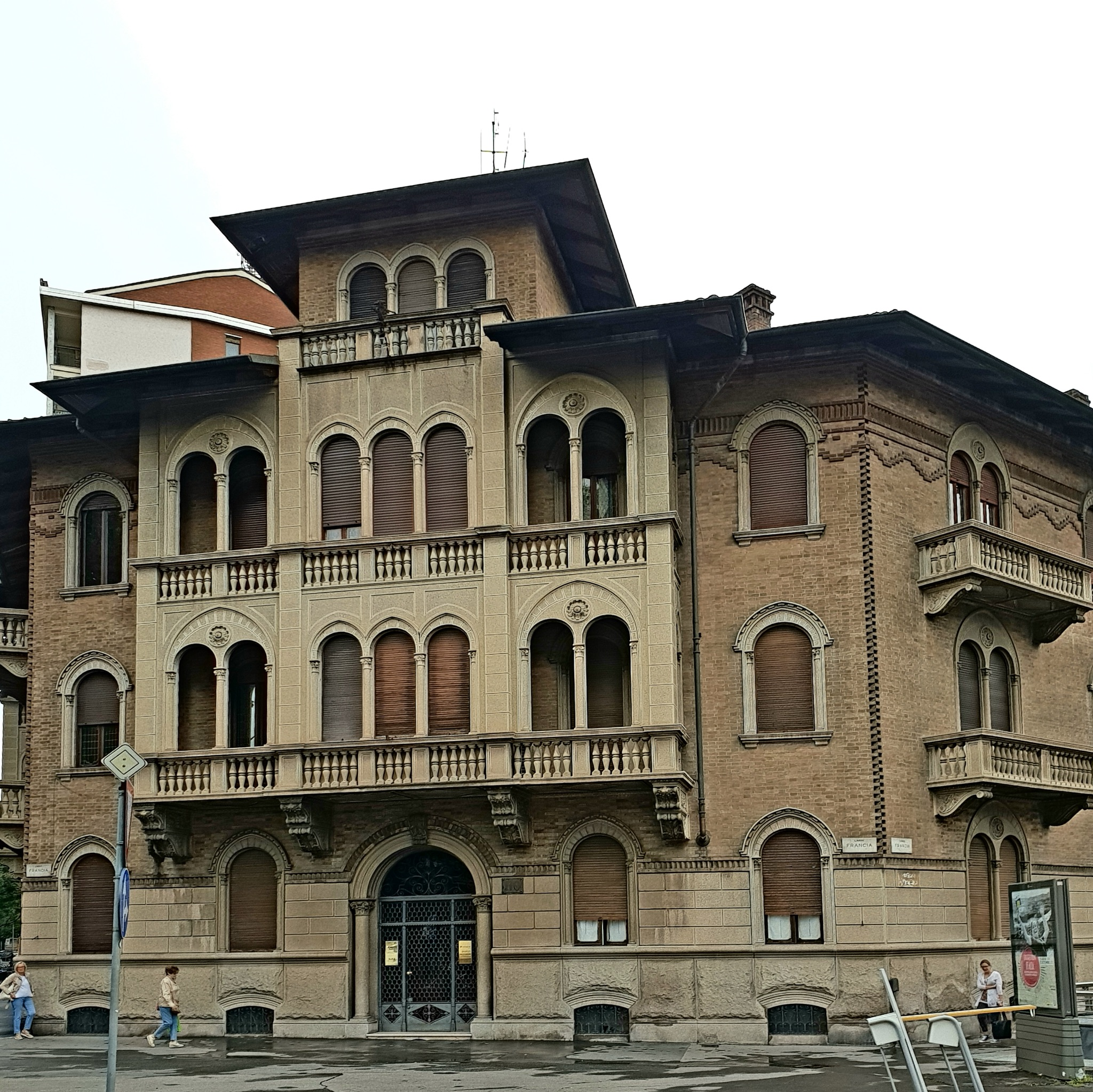
Unternehmenssitz in Turin

Die Reply S.p.A. ist ein italienisches IT-Dienstleistungsunternehmen mit Sitz in Turin, das sich auf die Entwicklung und Einführung von Prozessen auf Basis neuer Kommunikationskanäle und digitaler Medien spezialisiert.
Kunden sind unter anderem Unternehmen aus Telekommunikation und Medien, Industrie und Dienstleistung, Banken und Versicherungen sowie öffentliche Verwaltung bei Geschäftsmodellen, die auf Technologien wie Big Data, Cloud-Computing und dem Internet der Dinge basieren. Zu den von Reply angebotenen Services gehören Beratung, Systemintegration und Anwendungsmanagement.

## Reply in Deutschland
In Deutschland hat Reply Niederlassungen in Düsseldorf, Frankfurt, Freiburg, Gütersloh, Hamburg, Köln, Minden, München, Bremen und Potsdam. Im Juni 2016 übernahm Reply die Berliner Marketing-Beratung Trommsdorff + Drüner, die seitdem als td reply firmiert.
Im Mai 2022 gab die Reply S.p.A. die Vereinbarung zur Übernahme der in Hamburg ansässigen Fincon Unternehmensberatung GmbH bekannt, welche unter dem Namen Fincon Reply GmbH weitergeführt wird. Der Abschluss der Transaktion wird gegen Ende Juni 2022 erwartet.